# Grübern
Grübern ist eine Ortschaft und Katastralgemeinde der Marktgemeinde Maissau in Niederösterreich.

## Geographie
Der Ort Grübern liegt in  der Senke des Tiefenbaches, der sich westlich des Ortes aus mehreren Zuflüssen bildet und in Oberravelsbach in den Ravelsbach mündet. Durch den Ort führt die Retzer Straße.

## Geschichte
Erstmals urkundlich im Jahr 1275 als Griebarn genannt, was sich möglicherweise vom Wort „Grube“ herleitet und auf die geschützte Ortslage verweist, entwickelte sich der Ort als Argrarsiedlung. Nach den Reformen 1848/1849 konstituierte sich Grübern 1850 zur selbständigen Gemeinde und war bis 1868 dem Amtsbezirk Ravelsbach zugeteilt. Laut Adressbuch von Österreich waren im Jahr 1938 in der Ortsgemeinde Grübern zwei Gastwirte, ein Gemischtwarenhändler, ein Schmied und zahlreiche Landwirte ansässig.
Im Jahr 1972 erfolgte der Zusammenschluss zur Großgemeinde Maissau.